# エドナ・ファーバー

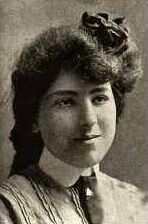

エドナ・ファーバー（Edna Ferber、1885年8月15日 - 1968年4月16日）は、アメリカ合衆国の女性作家、劇作家。
ミシガン州カラマズー生まれ。父はハンガリー系ユダヤ人の商店主。高校卒業後、新聞社で働き小説を書いた。1911年「夜明けのオハラ」でデビューする。1926年の『ソー・ビッグ』でピューリッツァー賞を受賞した。
1926年の小説「ショウ・ボート」はミュージカル化、映画化され、1929年の小説『シマロン』も2度映画化（1931年、1960年）、ジョージ・S・カウフマン共作の戯曲「晩餐八時」（1932年）、「ステージ・ドア」（1937年）も映画化。
小説「サラトガ本線」（1941年）も映画化、1952年の小説「ジャイアント」（日本語版・映画邦題は『ジャイアンツ』）は映画化されて広く知られた。生涯独身で、子供もなかった。

## 日本語訳著書
- 『ソー・ビッグ』並河亮訳 リスナー社 1949年
- 『サラトガ本線』竹内和子訳 リスナー社 1950年
- 『ショウ・ボート 長篇小説』大久保康雄訳 三笠書房 1952年
- 『ジャイアンツ』山西英一訳 早川書房 1956年

## 登場作品
- 映画『ミセス・パーカー/ジャズエイジの華』（1994年） - 演：リリ・テイラー